# Lophojoppa democratica
Lophojoppa democratica là một loài tò vò trong họ Ichneumonidae.